# Альберто Бертуччеллі
Альберто Бертуччеллі (італ. Alberto Bertuccelli, 14 січня 1924, В'яреджо — 15 серпня 2002, В'яреджо) — італійський футболіст, що грав на позиції захисника, зокрема за «Ювентус» і національну збірну Італії.

## Клубна кар'єра
Народився 14 січня 1924 року в місті В'яреджо. Вихованець футбольної школи клубу «Понтедера». Дорослу футбольну кар'єру розпочав 1942 року в основній команді того ж клубу, в якій провів один сезон. 
З відновленням повноцінних загальнонаціональних футбольних змагань у повоєнній Італії 1945 року повернувся на футбольне поле. Протягом сезону грав за команду «В'яреджо» з рідного міста, після чого протягом трьох років захищав кольори «Луккезе-Лібертас».
1949 року перейшов до туринського «Ювентуса». Відіграв за «стару сеньйору» наступні п'ять сезонів своєї ігрової кар'єри. Більшість часу, проведеного у складі «Ювентуса», був основним гравцем захисту команди. За цей час двічі, в сезонах 1949/50 і 1951/52, виборював титул чемпіона Італії.
Завершував ігрову кар'єру у команді «Рома», за яку виступав протягом 1954—1955 років.

## Виступи за збірну
1949 року дебютував в офіційних матчах у складі національної збірної Італії.
Загалом протягом чотирьох років провів у формі національної команди шість матчів.
Помер 15 серпня 2002 року на 79-му році життя в рідному В'яреджо.
| Дата       | Місто     | Господарі | Результат | Гості     | Турнір                             | Голи | Примітки |
| ---------- | --------- | --------- | --------- | --------- | ---------------------------------- | ---- | -------- |
| 22-5-1949  | Флоренція | Італія    | 3 – 1     | Австрія   | Кубок Центральної Європи 1948—1953 | -    |          |
| 30-11-1949 | Лондон    | Англія    | 2 – 0     | Італія    | товариський матч                   | -    |          |
| 5-3-1950   | Болонья   | Італія    | 3 – 1     | Бельгія   | товариський матч                   | -    |          |
| 2-4-1950   | Відень    | Австрія   | 1 – 0     | Італія    | Кубок Центральної Європи 1948—1953 | -    |          |
| 26-10-1952 | Стокгольм | Швеція    | 1 – 1     | Італія    | товариський матч                   | -    |          |
| 28-12-1952 | Палермо   | Італія    | 2 – 0     | Швейцарія | Кубок Центральної Європи 1948—1953 | -    |          |
| Усього     |           | Матчів    | 6         |           | Голів                              | 0    |          |

## Титули і досягнення
- Чемпіон Італії (2):

«Ювентус»: 1949-1950, 1951-1952